# Almir Mavignier
Almir Mavignier, né Almir da Silva Mavignier le 1er mai 1925 à Rio de Janeiro (Brésil) et mort le 3 septembre 2018 à Hambourg (Allemagne), est un artiste peintre, graveur et designer brésilien actif au Brésil puis en Allemagne.
Almir Mavignier est internationalement connu en tant que représentant de l'art concret, de l'op art et en tant qu'artiste commercial.

## Biographie
Almir Mavignier est diplômé du lycée en 1946 et étudie la peinture avec Árpád Szenes à Rio de Janeiro. En 1949, il réalise son premier travail abstrait. En 1951, il réalise sa première exposition personnelle au Musée d'Art moderne de São Paulo (MAM-SP). La même année, il s'installe à Paris. De 1946 à 1951, il est directeur et cofondateur de l'atelier de peinture du Centre national de psychiatrie Pedro II do Engenho de Dentro à Rio de Janeiro.
À partir de 1952, il se consacre à la peinture d'art concret. En 1953, il se rend à Ulm et y étudie jusqu'en 1958 à l'école de design d'Ulm dans le département de design visuel avec Max Bill et Josef Albers. En 1954, il crée ses premières « images ponctuelles » et, en 1955, ses premières « Rasterstrukturen » (structures de trame). À partir de 1956, il crée des images d'art optique puis, à partir de 1957, il peint également des monochromes. Dès 1958, il collabore avec les artistes du groupe "ZERO". En 1959, il fonde son propre studio à Ulm et travaille comme graphiste indépendant. En 1960/1961, il est co-organisateur et commissaire de l'exposition "Neue Tendenzen" à Zagreb. En 1964, il participe à la documenta III de Kassel. En 1965, Mavignier est nommé professeur de peinture à la Staatliche Hochschule für Bildende Künste de Hambourg. Il fonde son studio à Hambourg en 1968. La même année, il est invité pour la deuxième fois en tant que participant à la documenta.
Mavignier  travaille également dans le graphisme d'affiches, créant plus de 200 affiches, principalement pour des expositions artistiques et culturelles.